# Leutenbach (Baden-Württemberg)
Leutenbach település Németországban, azon belül Baden-Württembergben. Lakosainak száma 11 856 fő (2023. december 31.).

## Népesség
A település népessége az elmúlt években az alábbi módon változott:
| Lakosok száma | 4890 | 6444 | 8042 | 8836 | 9313 | 10 286 | 10 735 | 10 756 | 10 986 | 11 856 |
|               | 1961 | 1967 | 1974 | 1980 | 1987 | 1993   | 2000   | 2006   | 2013   | 2023   |